# Antoni Cots i Trias
Antoni Cots i Trias (Barcelona, 1874 - 26 d'octubre de 1935) va ser un pedagog català, director de l'Acadèmia Cots i autor de llibres per a l'ensenyament del comerç i d'ortografia. Antoni Cots és enterrat al Cementiri de Les Corts de Barcelona.

## L'Acadèmia Cots
L'Academia Cots va ser fundada l'any 1879 per Ramon Cots i Casador. La seu central estava ubicada al Portal de l'Àngel, números 36 i 38, de Barcelona. Hi va ser fins a la dècada dels anys 90 del segle xx. Els seus ensenyaments abastaven des de cultura general fins alts estudis comercials. De l'Acadèmia Cots depenien, també, l'Editorial Cultura (l'editora dels seus llibres), la Libreria Cultura, la Revista "Activitat" i, posteriorment, Fonobilingüe Cots.

## Llibres
Dels seus llibres, utilitzats pels alumnes de la seva acadèmia, se'n van fer infinitat d'edicions.
- Ortografía: Método pràctico. La primera edició és de 1910. 20ª ed.(1938), 44ª ed. (1960), 48ª ed. (1966), 52ª ed.(1972), 60ª ed. (1983)
- Manual práctico de cálculos abreviados. Editorial Cultura. Biblioteca de Manuales Prácticos, num. 2. 4a edició (1935)
- Correspondencia mercantil: Método práctico. Editorial Cultura. ? ed. (1927), 16a ed. (1952), 28ª ed. (1967)
- Ejercicios prácticos de ortografía castellana. 11a edició (1963)